# 賞味人間
《賞味人間》是盧巧音的第八張個人專輯，於2002年7月7日推出，專輯收錄了12首新歌，並隨碟附送3首MV。專輯內一曲〈好心分手〉唱得街知巷聞，隨後更推出多個不同版本，收錄在《賞味人間 (第二版)》，而其他歌手亦有翻唱過此曲。〈好心分手〉亦令更多樂迷認識盧巧音，於樂壇多個頒獎典禮皆獲得獎項。

## 曲目
| CD   | CD                                   | CD     | CD     | CD             | CD             |
| 曲序 | 曲目                                 |        | 作曲   | 编曲           | 製作人         |
| ---- | ------------------------------------ | ------ | ------ | -------------- | -------------- |
| 1.   | 好心分手                             | 黃偉文 | 雷頌德 | Ted Lo、雷頌德 | 雷頌德         |
| 2.   | 很想當媽媽                           | 陳少琪 | 凱文   | Ted Lo         | 雷頌德         |
| 3.   | 大細路                               | 周耀輝 | 雷頌德 | 雷頌德         | 雷頌德         |
| 4.   | 夠膽戀愛                             | 周耀輝 | 盧巧音 | 雷頌德         | 雷頌德         |
| 5.   | 天蠍號                               | 林夕   | 盧巧音 | 雷頌德、盧巧音 | 雷頌德         |
| 6.   | 亂世佳人                             | 何秀萍 | 梁翹柏 | 梁翹柏         | 梁翹柏、盧巧音 |
| 7.   | 大人國漫遊                           | 周耀輝 | 梁翹柏 | 梁翹柏         | 梁翹柏、盧巧音 |
| 8.   | 半日假期                             | 喬靖夫 | 梁翹柏 | 梁翹柏         | 梁翹柏、盧巧音 |
| 9.   | 自學青年                             | 周耀輝 | 盧巧音 | 梁翹柏         | 梁翹柏、盧巧音 |
| 10.  | 天下                                 | 何秀萍 | 盧巧音 | 梁翹柏、盧巧音 | 梁翹柏、盧巧音 |
| 11.  | 藥師佛心咒                           |        | 盧巧音 | 梁翹柏、盧巧音 | 梁翹柏、盧巧音 |
| 12.  | 至少走得比你早（〈好心分手〉國語版） | 周耀輝 | 雷頌德 | Ted Lo、雷頌德 | 雷頌德         |

| 第二版（Disc 2） | 第二版（Disc 2）                           |
| 曲序             | 曲目                                       |
| ---------------- | ------------------------------------------ |
| 1.               | 好心分手（featuring 王力宏）               |
| 2.               | 好心分手……別戀版（口琴伴奏）               |
| 3.               | 好心分手……亢奮版（44BD Mix bpm 150）       |
| 4.               | 好心分手……Drum & Bass揼心版（165 GTA Mix） |
| 5.               | 好心分手（featuring 王力宏；音樂錄影帶）   |
| 6.               | 好心分手（音樂錄影帶）                     |
| 7.               | 很想當媽媽（音樂錄影帶）                   |
| 8.               | 自學青年（音樂錄影帶）                     |

| VCD  | VCD                      | VCD    | VCD    | VCD            | VCD            | VCD   |
| 曲序 | 曲目                     |        | 作曲   | 编曲           | 製作人         | 導演  |
| ---- | ------------------------ | ------ | ------ | -------------- | -------------- | ----- |
| 1.   | 好心分手（音樂錄影帶）   | 黃偉文 | 雷頌德 | Ted Lo、雷頌德 | 雷頌德         | Jacky |
| 2.   | 很想當媽媽（音樂錄影帶） | 陳少琪 | 凱文   | Ted Lo         | 雷頌德         | Jacky |
| 3.   | 自學青年（音樂錄影帶）   | 周耀輝 | 盧巧音 | 梁翹柏         | 梁翹柏、盧巧音 | Jacky |

## 唱片版本
- 香港首版：CD+VCD, CD 收錄了12首新歌，VCD附送3首MV。
- 香港再版：2CD+VCD, CD1 收錄了12首新歌, CD2 收錄了《好心分手》的四個版本，VCD 附送4首MV。

其它版本：
- Sony Music Pure Gold Series：以DVD 外盒仿傚金唱片獎牌設計。

## 翻唱歌曲
- 黃愷怡、林希靈 好心分手 清唱 ABC TV國際電視台 Music 音樂節目 The Music Show。

## 所獲獎項
- 2002年度叱咤樂壇流行榜頒獎典禮：「叱咤樂壇至尊歌曲大獎」－「好心分手」
- 2002年度叱咤樂壇流行榜頒獎典禮：「叱咤樂壇我最喜愛的歌曲大獎」－「好心分手」
- 2002年度十大勁歌金曲頒獎典禮：「十大勁歌金曲獎」－「好心分手」
- 2002年度十大勁歌金曲頒獎典禮：「最佳作曲」－「好心分手」
- 2002年香港電臺十大中文金曲頒獎典禮： 「十大中文金曲 」－「好心分手」
- 2002年香港電臺十大中文金曲頒獎典禮： 「最受歡迎卡拉OK歌曲獎女歌手 」－「好心分手」
- 2002年度新城勁爆頒獎禮：「新城勁爆歌曲」 －「好心分手」
- 2002年度新城勁爆頒獎禮：「新城勁爆卡拉OK歌曲」 －「好心分手」
- 2002年度新城勁爆頒獎禮：「新城勁爆年度歌曲大獎」 －「好心分手」